# HSBC Bank (Europa)
HSBC Bank plc este o organizație multinațională britanică de servicii bancare și financiare. Rețeaua internațională a HSBC cuprinde aproximativ 7.500 de birouri în peste 80 de țări și teritorii din Europa, regiunea Asia-Pacific, America, Orientul Mijlociu și Africa.